# 冈田定次郎
冈田定次郎，日本广岛县人，清末与民国初年在中国担任教师。

## 生平
1901年（明治三十四年），从东京帝国大学理科大学纯正化学科毕业，主修化学，获理学士学位。
毕业后担任广岛明道中学校长。
1904年来华，任教于山西大学堂中斋，讲授化学。
1916年（大正五年），返回日本，居住在大阪府北河内郡，任职于由良精工合资会社（该企业现为本州化学工业株式会社）。